# Шепардстаун (Западна Вирџинија)
Шепардстаун (енгл. Shepherdstown) град је у америчкој савезној држави Западна Вирџинија.

## Демографија
По попису из 2010. године број становника је 1.734, што је 931 (115,9%) становника више него 2000. године.
| Група             | 2000.       | 2010.         |
| Белци             | 637 (79,3%) | 1.454 (83,9%) |
| Афроамериканци    | 138 (17,2%) | 164 (9,5%)    |
| Азијати           | 7 (0,9%)    | 22 (1,3%)     |
| Хиспаноамериканци | 7 (0,9%)    | 50 (2,9%)     |
| Укупно            | 803         | 1.734         |